# La Voce (periodico)
(motto de La Voce.)
La Voce è stata una rivista italiana di cultura e politica. Fu fondata nel 1908 da Giuseppe Prezzolini. Attraverso diverse fasi continuò le pubblicazioni fino al 1916. Nonostante la breve vita, è considerata una delle più importanti riviste culturali del Novecento: si caratterizzò per la spregiudicatezza delle battaglie culturali e di costume, oltre che per la vivace polemica sul conformismo della borghesia italiana d'inizio Novecento.
"La Voce aprirà le sue colonne come finora non aveva mai fatto, alla creazione artistica dei suoi collaboratori. Essa pubblicherà non soltanto novelle, racconti, versi, non soltanto disegni originali e riproduzioni di quadri e di sculture, ma ogni forma di lirica, dal diario al frammento, dallo schizzo all'impressione. Purché ci sia VITA".

## Storia
Nella storia de La Voce si possono individuare quattro fasi, cui corrispondono altrettanti cambiamenti nella redazione della rivista:
- Una prima fase va dal dicembre 1908, inizio della pubblicazione sotto la direzione di Giuseppe Prezzolini, fino al novembre 1911 quando, in occasione della campagna di Libia, Gaetano Salvemini, collaboratore, lascia la rivista per fondare la sua "Unità".
- Una seconda fase va dal 1912 fino alla fine del 1913 quando la direzione viene assunta da Giovanni Papini.
- Una terza fase che dura solamente un anno, 1914, nella quale Prezzolini riprende la direzione della rivista.
- Una quarta fase che dura dalla fine del 1914 al 1916 quando Prezzolini cede la direzione a Giuseppe De Robertis.

La Voce fu stampata a Firenze da Benedetto Baldacci («Stabilimento tipografico Aldino»).

### La fondazione
Giuseppe Prezzolini e Giovanni Papini provenivano dall'esperienza del Leonardo, rivista letteraria dalla breve vita (1903-1907). Nel 1908 cominciarono a progettare la nuova rivista. Non doveva essere un periodico di sola letteratura, ma doveva raggiungere tutti gli intellettuali italiani, di qualsiasi vocazione artistica.
Esisteva già sulla piazza di Firenze una rivista letteraria, Il Marzocco. Obiettivo di Prezzolini fu superare il diretto concorrente. Durante tutta la fase preparatoria, Prezzolini e Papini si mantennero in contatto epistolare con Benedetto Croce, che svolse un prezioso lavoro di consulenza. Il nome della rivista fu scelto da Prezzolini. Il titolo fu ideato da Ardengo Soffici. In prima pagina compariva un unico articolo (un "articolo di copertina" diremmo oggi), su quattro colonne. La tiratura iniziale fu di 2 000 copie.

### La prima fase (1908-1911)

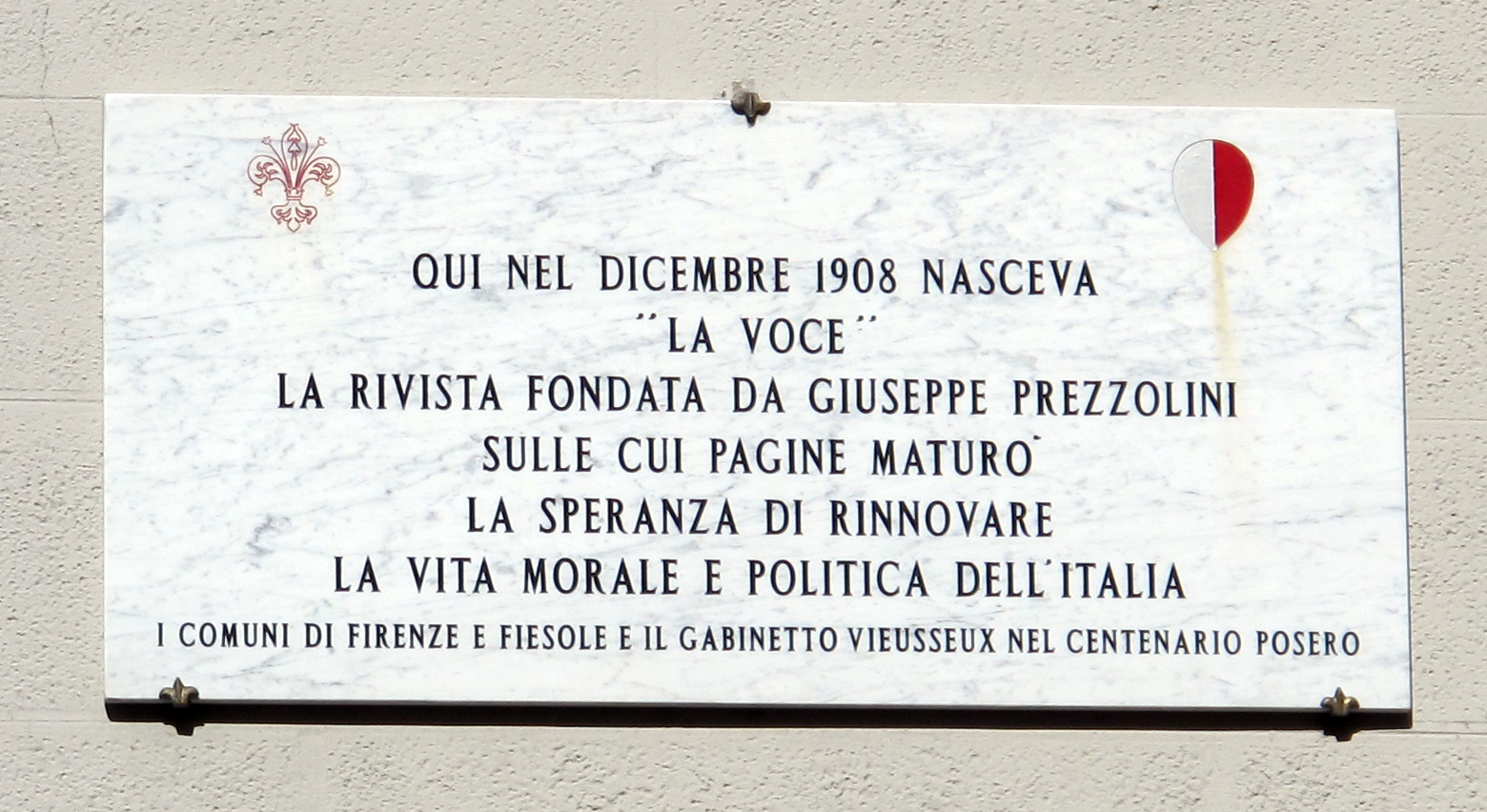
Targa a Firenze (via dei Della Robbia)

La rivista nacque con lo scopo di dare una missione civile all'intellettuale, il quale non deve vivere come se fosse immerso solo nella sua arte, cioè separato dal mondo. La Voce avviò una battaglia di rinnovamento culturale e civile, criticando anche la classe dirigente per la sua inadeguatezza a governare una fase storica caratterizzata da rapidi cambiamenti. Tale programma fu realizzato nella prima fase della rivista grazie alla collaborazione di validi intellettuali, come Benedetto Croce, Giovanni Amendola (che scriveva articoli anche sulla questione dell'analfabetismo), Gaetano Salvemini (che scriveva sulla questione universitaria), Emilio Cecchi, Romolo Murri, Luigi Einaudi.
Il primo numero uscì il 20 dicembre 1908. La Voce riscosse un immediato successo. In poco tempo la tiratura passò dalle 2 000 copie iniziali a 2.500 (dopo l'ottavo numero) fino ad attestarsi su una media di 3.000. Radicata a Firenze, la rivista ottenne ottimi consensi anche a Torino, Bologna, Milano e Pisa. In poco tempo La Voce conquistò il suo spazio tra le riviste culturali italiane.
Attilio Quattrini pubblicò i “Quaderni della Voce” per i primi tre anni. Successivamente la sua casa editrice entrò in crisi. Fu in questo periodo che Prezzolini e Papini considerarono la possibilità di sostituire Quattrini con una struttura editoriale autonoma. Nel maggio 1911 lanciarono una sottoscrizione tra i lettori per raccogliere i fondi necessari. Risposero in 249 e si andò oltre la somma preventivata
Il 19 novembre 1911 si costituì la Società anonima cooperativa “Libreria della Voce”, che esercitò l'attività di casa editrice e di libreria. Il consiglio era composto da noti personaggi del mondo letterario italiano: Gaetano Salvemini, Giovanni Amendola e Giuseppe Donati; probiviri Benedetto Croce, Alessandro Casati e Giuseppe Lombardo Radice (supplente); sindaci l'editore Giuseppe Laterza e Benedetto Baldacci (il tipografo della «Voce»); gerente della libreria Piero Jahier. La stampa dei libri fu affidata alla stessa tipografia che stampava la rivista.

#### Intellettuali e momento storico
Nel manifesto che appare sul secondo numero della rivista, il 27 dicembre 1908, Prezzolini dichiara nell'articolo di copertina:

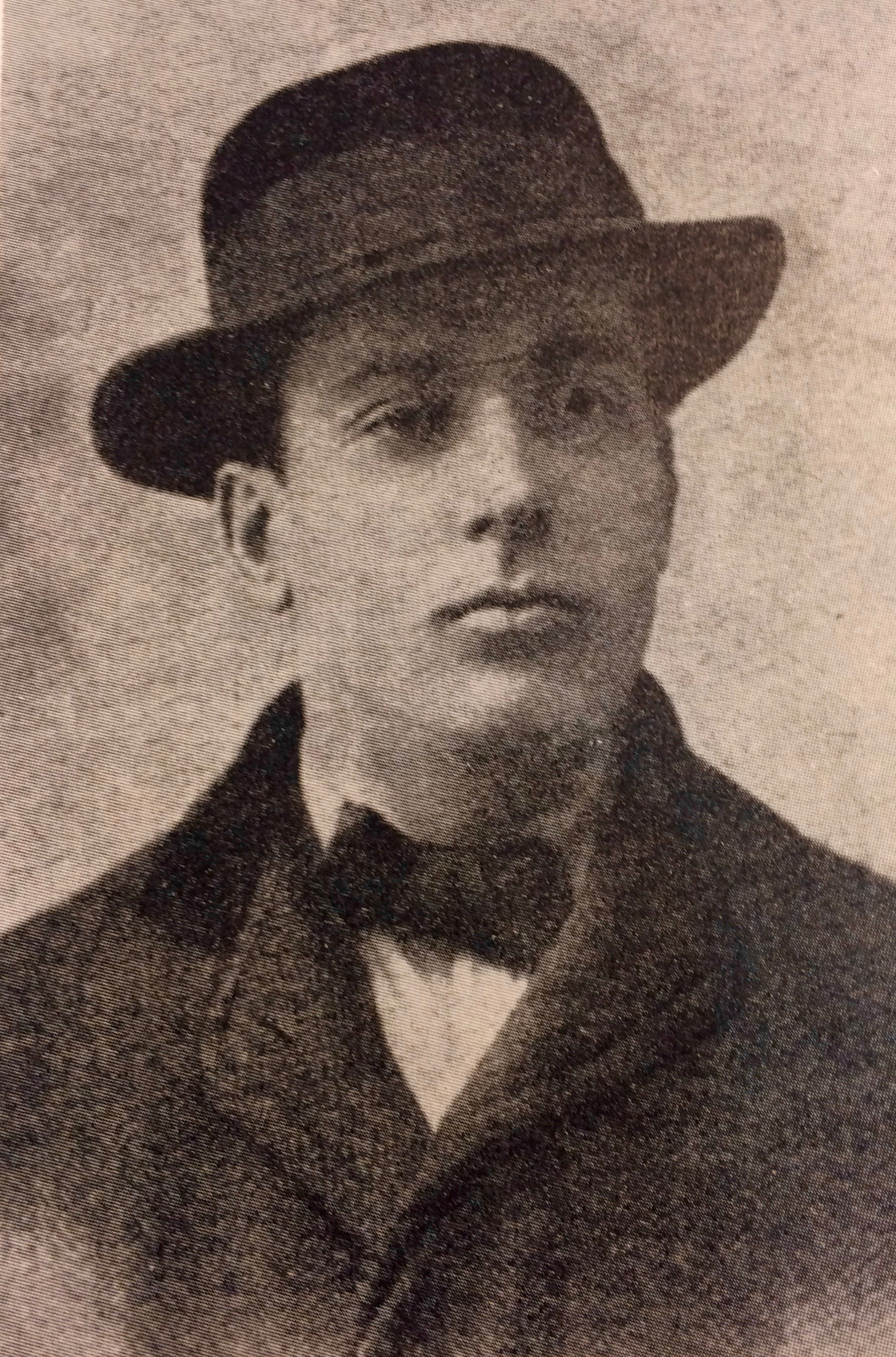
Giuseppe Prezzolini negli anni 1910.

"Non promettiamo di essere dei geni, di sviscerare il mistero del mondo e di determinare il preciso e quotidiano menu delle azioni che occorrono per diventare grandi uomini. Ma promettiamo di essere ONESTI e SINCERI. Noi sentiamo fortemente l'eticità della vita intellettuale, e ci muove il vomito a vedere la miseria e l'angustia e il rivoltante traffico che si fa delle cose dello spirito. Sono queste le infinite forme d'arbitrio che intendiamo DENUNCIARE e COMBATTERE. Tutti le conoscono, molti ne parlano; nessuno le addita pubblicamente. Sono i giudizi leggeri e avventati senza possibilità di discussione, la ciarlataneria di artisti deficienti e di pensatori senza reni, il lucro e il mestiere dei fabbricanti di letteratura, la vuota formulistica che risolve automaticamente ogni problema. Di LAVORARE abbiamo voglia. Già ci proponiamo di tener dietro a certi movimenti sociali che si complicano di ideologie, come il modernismo e il sindacalismo; di INFORMARE, senza troppa smania di novità, di quel che meglio si fa all'estero;  di PROPORRE riforme e miglioramenti alle biblioteche pubbliche, di OCCUPARCI della crisi morale delle università italiane; di SEGNALARE le opere degne di lettura e di COMMENTARE le viltà della vita contemporanea".
L'impegno dei vociani si muove su due fronti: sul fronte della cultura, per un profondo rinnovamento sia del letterato che della sua produzione artistica e per una nuova realtà politico-sociale. La tesi sostenuta dai vociani è quella che afferma l'unitarietà dei due fronti, in quanto il nuovo letterato potrà nascere diverso dal letterato puramente estetizzante, solo se opererà con un rapporto di osmosi in un diverso contesto civile e politico. Si notano in queste premesse la polemica contro Gabriele D'Annunzio che rappresenta i vizi dell'artista che i vociani vogliono combattere e la polemica contro Giolitti, che con la politica del trasformismo stava impoverendo la vita italiana.
La rivista auspica e promuove anche un cambiamento della classe dirigente del Paese. Sorgono analisi, inchieste, numeri unici sul problema del ruolo della classe intellettuale nella società italiana, la scuola, la questione meridionale. Tra febbraio ed aprile 1909 apparvero sulla Voce alcuni articoli dello scrittore triestino Scipio Slataper su Trieste, riuniti sotto il nome di «Lettere triestine», che suscitarono grande scalpore ed indignazione nella città giuliana. Questa fu dunque la linea intrapresa dalla rivista nella sua prima fase, anche se a causa delle diverse idee politiche dei suoi collaboratori, divennero inevitabili alcune differenze di valutazione.
Le differenze di vedute all'interno della redazione emersero in tutta la loro profondità in occasione della Campagna di Libia. All'inizio del 1911, mentre il dibattito politico si sviluppava attorno al dilemma se «andare a Tripoli» o meno, Prezzolini dedicò un fascicolo speciale alla Questione meridionale (16 marzo), con saggi di Luigi Einaudi e Giustino Fortunato. Sulla questione di Tripoli, La Voce intervenne con un altro numero speciale (17 agosto) in cui Prezzolini e Gaetano Salvemini valutarono l'opportunità economica di una simile impresa. La loro conclusione fu riassunta nel titolo: «Perché non si deve andare a Tripoli». Salvemini condusse un'accesa campagna sulla rivista scrivendo contro "l'alluvione di menzogne con cui i nazionalisti rendevano popolare l'idea di conquistare la Libia, terra promessa dove gli Arabi ci aspettavano a braccia aperte".
Il 5 ottobre, a pochi giorni dall'avvio della spedizione militare, Giovanni Amendola pubblicava un articolo con il quale chiudeva le polemiche e appoggiava l'iniziativa del governo. La sua era la posizione ufficiale de La Voce. Da parte sua, Prezzolini, a guerra iniziata affermava sulla rivista essere "un dovere di disciplina nazionale sacrificare le personali vedute dinanzi all'interesse pubblico". Pochi giorni dopo Salvemini, contrario ad ogni forma di nazionalismo, abbandonò  "La Voce". Con Salvemini uscirono dalla Voce anche Antonio Muñoz, Dionisio Anzilotti e Roberto Palmarocchi.

### La seconda fase (1912-1913)
In seguito all'allontanamento di Salvemini, La Voce nell'aprile del 1912 passa sotto la direzione di Giovanni Papini. Con il nuovo direttore vengono dunque annunciati nuovi obiettivi e delineati i nuovi propositi della rivista.
La nuova dichiarazione di intenti vuole fortemente un ritorno alla pura letteratura, abbandonando quel rapporto tra letteratura e vita nazionale che aveva improntato le pagine della rivista nella sua prima fase.
Senza dubbio in questa seconda fase la cultura italiana visse un importante arricchimento. Attraverso i numerosi articoli apparsi sulla rivista infatti gli italiani poterono conoscere tante esperienze letterarie fondamentali di altri paesi, attraverso autori quali ad esempio Stéphane Mallarmé, André Gide, Paul Claudel e Henrik Ibsen.
Il 31 ottobre 1912 la direzione torna a Prezzolini, che non cambia la linea editoriale, ma anzi allarga il suo interesse a tutte le forme d'arte.
Egli stesso introduce qualche articolo sul cinema, argomento che all'epoca non compariva nelle riviste culturali.
Nei mesi successivi gli articoli di Amendola e Slataper si fanno sempre più radi. Il gruppo di collaboratori subisce un'ulteriore disgregazione quando, alla fine dell'anno, Giovanni Papini e Ardengo Soffici lasciano per fondare una propria rivista, Lacerba, che presto otterrà un successo di vendite superiore alla Voce.

### La terza fase (1914)
Col n. 1 del 13 gennaio 1914, "La Voce" passa da settimanale a quindicinale, cambia formato (da foglio a quaderno) e si dà un nuovo sottotitolo: «Rivista d'idealismo militante». La rivista riprende la linea editoriale originaria: i temi principali sono la cultura e la politica.
I nuovi collaboratori, Longhi, De Robertis, Omodeo e Saitta, sono tutti di estrazione gentiliana, a decretare il passaggio dalla filosofia di Croce a quella di Gentile.
Il clima è cambiato: non è più tempo di essere equidistanti. La Voce, pur restando un giornale libero, prende posizione e sceglie l'interventismo.
Alla fine dell'anno avviene la defezione di Prezzolini, che si trasferisce a Roma.

### La quarta fase (1914-1916)
Alla fine del 1914 La Voce passa sotto la direzione di Giuseppe De Robertis che ne fa un periodico esclusivamente letterario.
De Robertis dimostra fin dalle prime pagine la sua antipatia per le inquadrature storiche che cercano i rapporti esistenti tra l'artista e il momento storico.
Egli punta esclusivamente sul fatto artistico, sull'aspetto artistico del poeta utilizzando un metodo critico che si risolve quasi esclusivamente sulla parola e sulla concezione di una poesia pura, libera da intralci oratori o intellettualistici.

#### De Robertis e la poetica del frammento
De Robertis sostiene che la dimensione poetica è realizzabile nel frammento venendo così a formulare quella poetica del frammento che opererà per qualche decennio nella letteratura italiana e che troverà la sua migliore applicazione nelle forme dell'ermetismo.
Sulle pagine della rivista appariranno in questi anni i primi versi di autori che assumeranno in seguito un ruolo fondamentale nella nostra letteratura: Giuseppe Ungaretti, Aldo Palazzeschi, Dino Campana, Corrado Govoni, Riccardo Bacchelli, Vincenzo Cardarelli, Clemente Rebora.
L'ultimo numero della rivista guidata da De Robertis uscirà il 31 dicembre 1916.
Nel 1919 Giuseppe Prezzolini fondò a Roma la «Società Anonima Editrice "La Voce"». Sei anni dopo si trasferì a Parigi; l'attività della casa editrice proseguì sotto la direzione di Curzio Malaparte. Nel 1928 il giovane Leo Longanesi rilevò il marchio.

## La Libreria della «Voce»
La prima collana edita dalla «Voce» s'intitolò "Questioni vive". Fu scelto come stampatore l'editore-tipografo Vincenzo Bonanni di Ortona a Mare. La collaborazione si sciolse dopo la pubblicazione di un solo titolo, Il ministro della mala vita di Gaetano Salvemini (1910) (copertina).

I “Quaderni della voce” fu la collana più duratura che accompagnò tutte le fasi della casa editrice. Dal 1910 al 1922 ne vennero pubblicate quattro serie per un totale di circa 70 pubblicazioni. I titoli che ottennero più successo furono Il mio Carso (Slataper) e Un uomo finito (Papini). Collane minori furono gli “Opuscoli” (1912), la “Biblioteca di propaganda del gruppo liberale” (1914) e la “Biblioteca militare” (1915). Molti dei collaboratori della rivista pubblicarono opere anche fuori collana, come Con i miei occhi di Umberto Saba nel 1912; Frammenti Lirici di Clemente Rebora e Cubismo e oltre di Ardengo Soffici nel 1913; La neve di Corrado Govoni e Scultura futurista di Roberto Longhi nel 1914.
SERIE DEI «QUADERNI DELLA VOCE»
PRIMA SERIE
1. Ferdinando Pasini, L'università italiana a Trieste (due volumi, 1910)

2. Ferdinando Pasini, Quello che deve avvenire (1910)

3. Friedrich Hebbel, Giuditta. Tragedia in 5 atti (1910, traduzione di Marcello Loewy e Scipio Slataper)

4. Emilio Cecchi, Rudyard Kipling (1910)

5. Anton Cecof, Racconti (1910, tradotti direttamente dal russo da S. Jastrebzof e A. Soffici)

6. Renato Serra, Scritti critici. Giovanni Pascoli, Antonio Beltramelli, Carducci e Croce (1910)

7. Daniele Halevy, Il castigo della democrazia. Storia di quattro anni (1910, traduzione di Piero Jahier)

8. Benito Mussolini, Il Trentino veduto da un socialista. Note e notizie (1910)

9-10. Michele Vaina, Popolarismo e nasismo in Sicilia (1911)

11. Giovanni Papini, Le memorie d'Iddio (1911) 

12. Giovanni Amendola, Maine de Biran. Quattro lezioni tenute alla Biblioteca filosofica di Firenze nei giorni 14, 17, 21 e 24 gennaio 1911 (1911)

13. Ardengo Soffici, Arthur Rimbaud (1911)
SECONDA SERIE
14-15. Giuseppe Prezzolini, Studi e capricci sui mistici tedeschi (1912)

16. Ardengo Soffici, Lemmonio Boreo (1912)

17. Gaetano Salvemini, Le memorie di un candidato (1912)

18-19. G. Papini, Un uomo finito (1913)

20. Scipio Slataper, Il mio Carso (1912)

21. Fedor M. Dostoievschi, Crotcaia (la mite), ed altre novelle (traduzione dal russo da Eva Kühn-Amendola) (1913)

22. Enrico Pea, Lo spaventacchio (1914)

23. Giovanni Boine, Il peccato ed altre cose (1914)

24. G. Prezzolini, Discorso su Giovanni Papini (1915)

25. Piero Jahier, Resultanze in merito alla vita e al carattere di Gino Bianchi (1915)
TERZA SERIE
26. G. Papini, Maschilità (1915)

27. Corrado Govoni, L'inaugurazione della primavera (1915)
QUARTA SERIE
28. Ettore Lolini, La riforma della burocrazia (1919)

29. Mario Puccini, Come ho visto il Friuli (1919)

30. Carlo Linati, Sulle orme di Renzo (1919)

31. Carlo Stuparich, Cose e ombre di uno (1919)

32. G. Prezzolini, Dopo Caporetto (1919)

33. Paolo Marconi, «Io udii il comandamento». Dal diario e dalle lettere di un eroe ventenne (1919)

34. G. Salvemini, Il ministro della mala vita (1919)

35. Alfredo Panzini, Il libro dei morti (1919)

36. G. Salvemini, La politica estera di Francesco Crispi (1919)

37. P. Jahier, Ragazzo (1919)

38. Il Patto di Roma. Scritti di Giovanni Amendola (1919)

39. Umberto Ricci, Politica ed economia (1919)

40. Giovanni Gentile, Dopo la vittoria. Nuovi frammenti politici (1920)

41. Dino Provenzal, Le passeggiate di Bardalone (1920)

42. Antonio Anzilotti, Italiani e Jugoslavi nel Risorgimento (1920)

43. G. Prezzolini, Vittorio Veneto (1920)

44. Luigi Capello, L'ordinamento dell'esercito (1920)

45. G. Prezzolini, Codice della vita italiana (1921)

46. Piero Calamandrei, Troppi avvocati! (1921)

47. D. Provenzal, Lina mi aveva piantato (1921)

48-49. Giovanni Boine, La ferita non chiusa. Con ritratto (1921)

50-51. Luigi Einaudi, Gli ideali di un economista (1921)

52-53. Isacco Leyb Peretz e S. Asch, Novelle ebraiche (1921, traduzione di Lina Lattes e Mosè Beilinson)

54. F. M. Dostoievschi, Cuor debole. Il piccolo eroe (traduzione dal russo a cura di Olga Resnevic)

55. Eugenio Giovannetti, Satyricon. 1918-1921 (1921)

56-57. Giani Stuparich, Scipio Slataper

58. Renzo Jesurum, Il libro della noia (1921)

## Direttori
- Giuseppe Prezzolini (20 dicembre 1908 - marzo 1912)
- Giovanni Papini (4 aprile - 31 ottobre 1912)
- Giuseppe Prezzolini (7 novembre 1912 - 28 novembre 1914)
- Giuseppe De Robertis (15 dicembre 1914 - dicembre 1916)

## Principali collaboratori
- Roberto Assagioli
- Giovanni Papini
- Ardengo Soffici
- Fernando Agnoletti
- Cesare Angelini
- Giovanni Boine
- Giuseppe Antonio Borgese
- Emilio Cecchi
- Benedetto Croce
- Giuseppe De Robertis
- Guido De Ruggiero
- Luigi Einaudi
- Giovanni Gentile
- Piero Jahier
- Giuseppe Lombardo Radice
- Roberto Longhi
- Salvatore Minocchi
- Romolo Murri
- Adolfo Omodeo
- Ildebrando Pizzetti
- Renato Serra
- Scipio Slataper
- Giani Stuparich
- Sibilla Aleramo
- Margherita Sarfatti
- Camillo Sbarbaro

## Pagine scelte
- La Voce, Anno I, Numero 1.

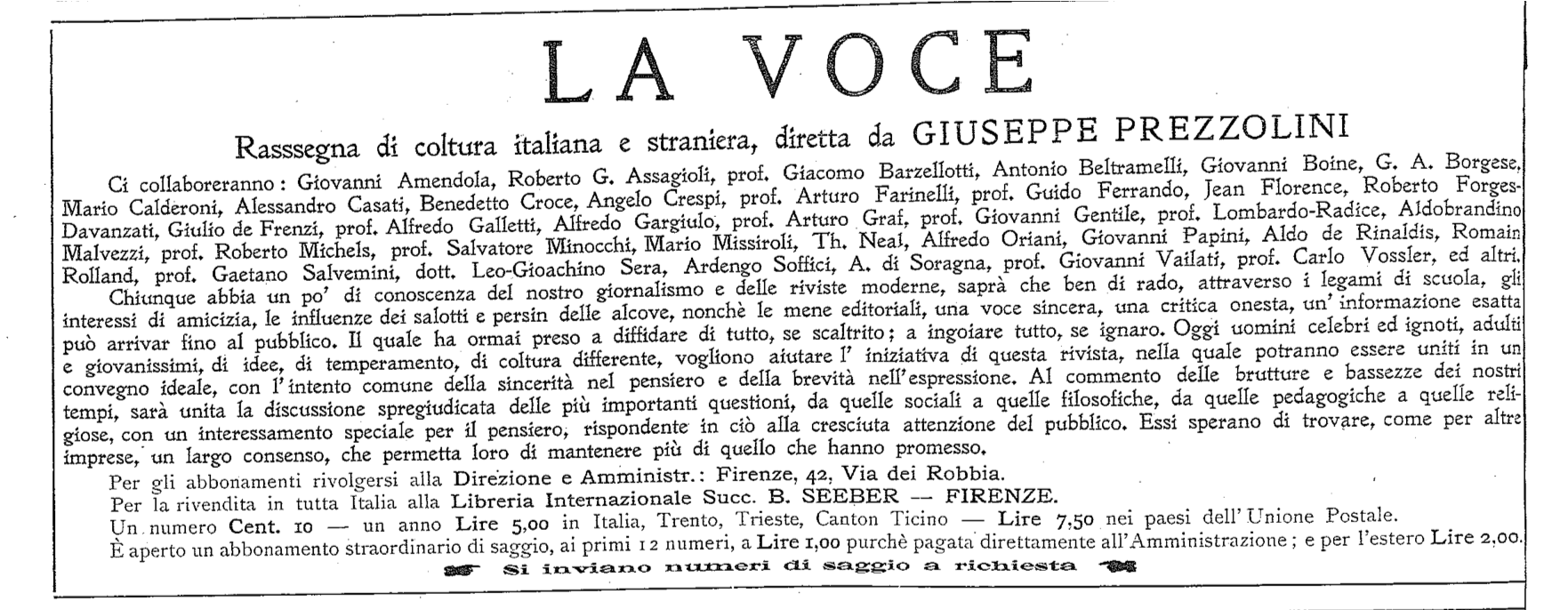
Colophon de La Voce, estratto dal N° 1.
- Articolo di Giuseppe Prezzolini (1908)
- Il primo articolo di Gaetano Salvemini (3 gennaio 1909)
- Il primo articolo di Giovanni Amendola (7 gennaio 1909)
- (Il primo articolo di Ardengo Soffici (1909)
- Articolo di Giovanni Papini (18 marzo 1909)
- Il primo articolo di Giuseppe Lombardo Radice (1909)
- Numero speciale: «Questioni pedagogiche», uscito il 20 maggio 1909.
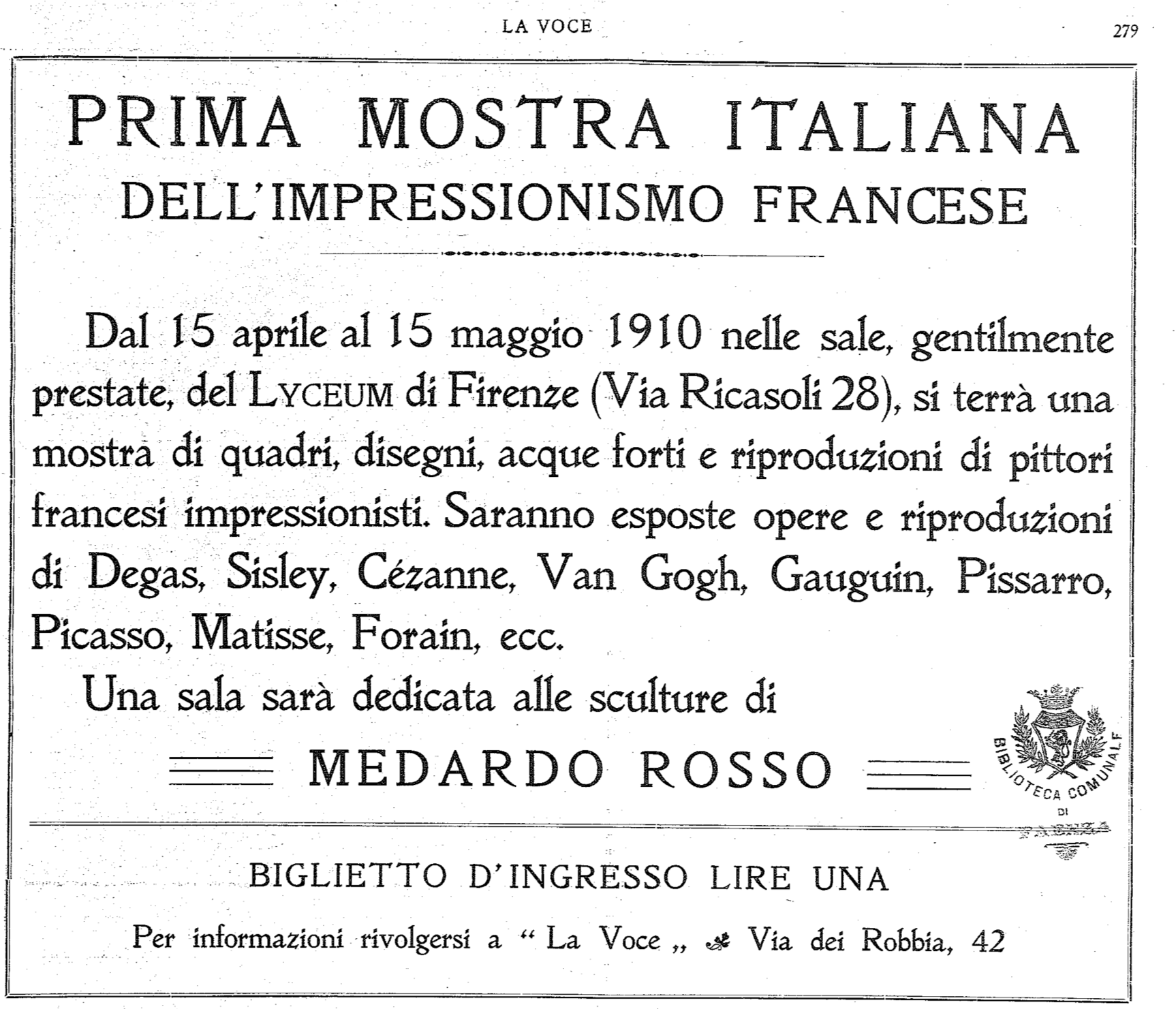
Pubblicità della prima Mostra sull'Impressionismo in Italia (1910)
- Numero speciale: «La Questione sessuale» (10 febbraio 1910)
- Editoriale «Che fare?» di Giuseppe Prezzolini (23 giugno 1910)
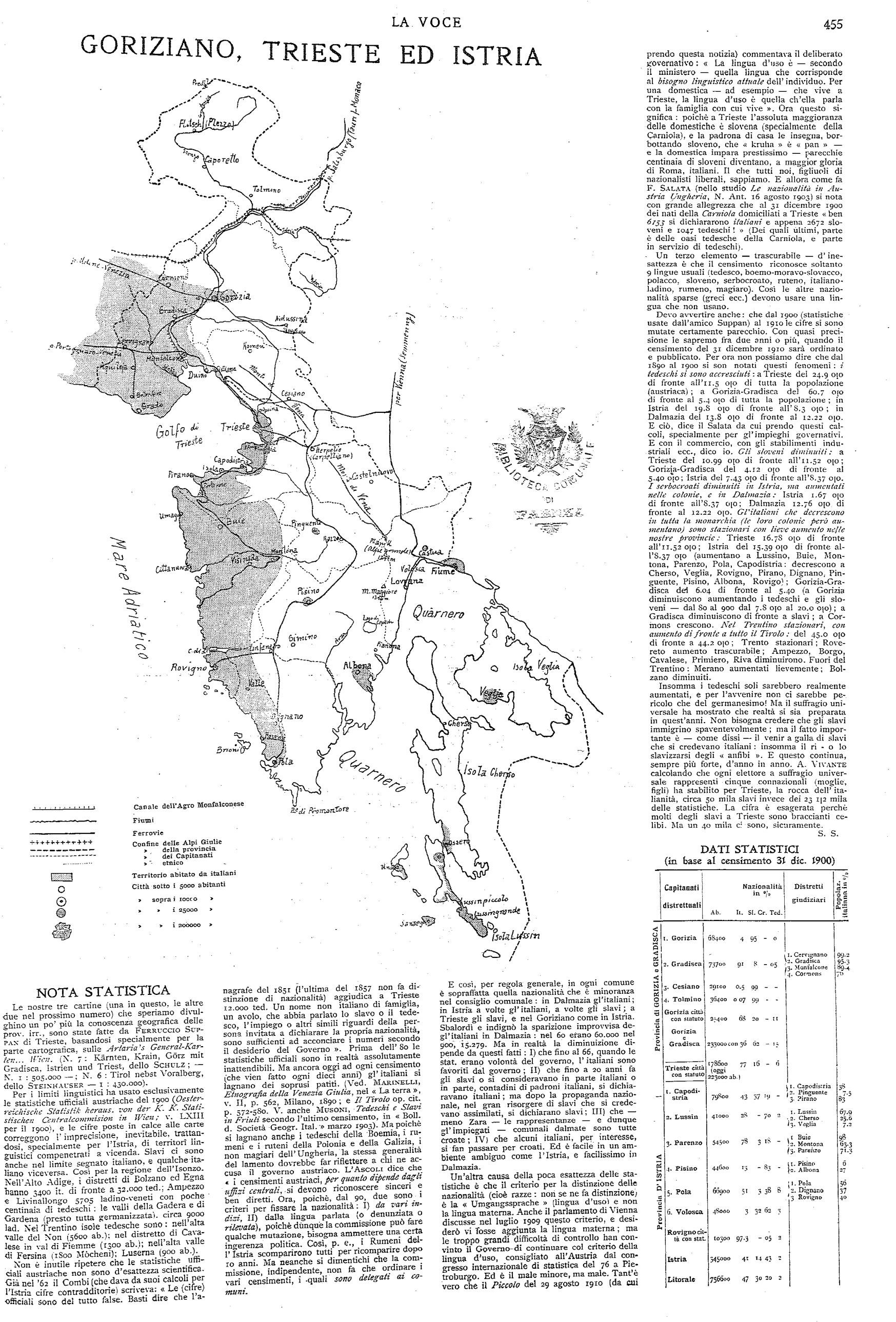
Numero speciale: «L'Irredentismo» (8 dicembre 1910)
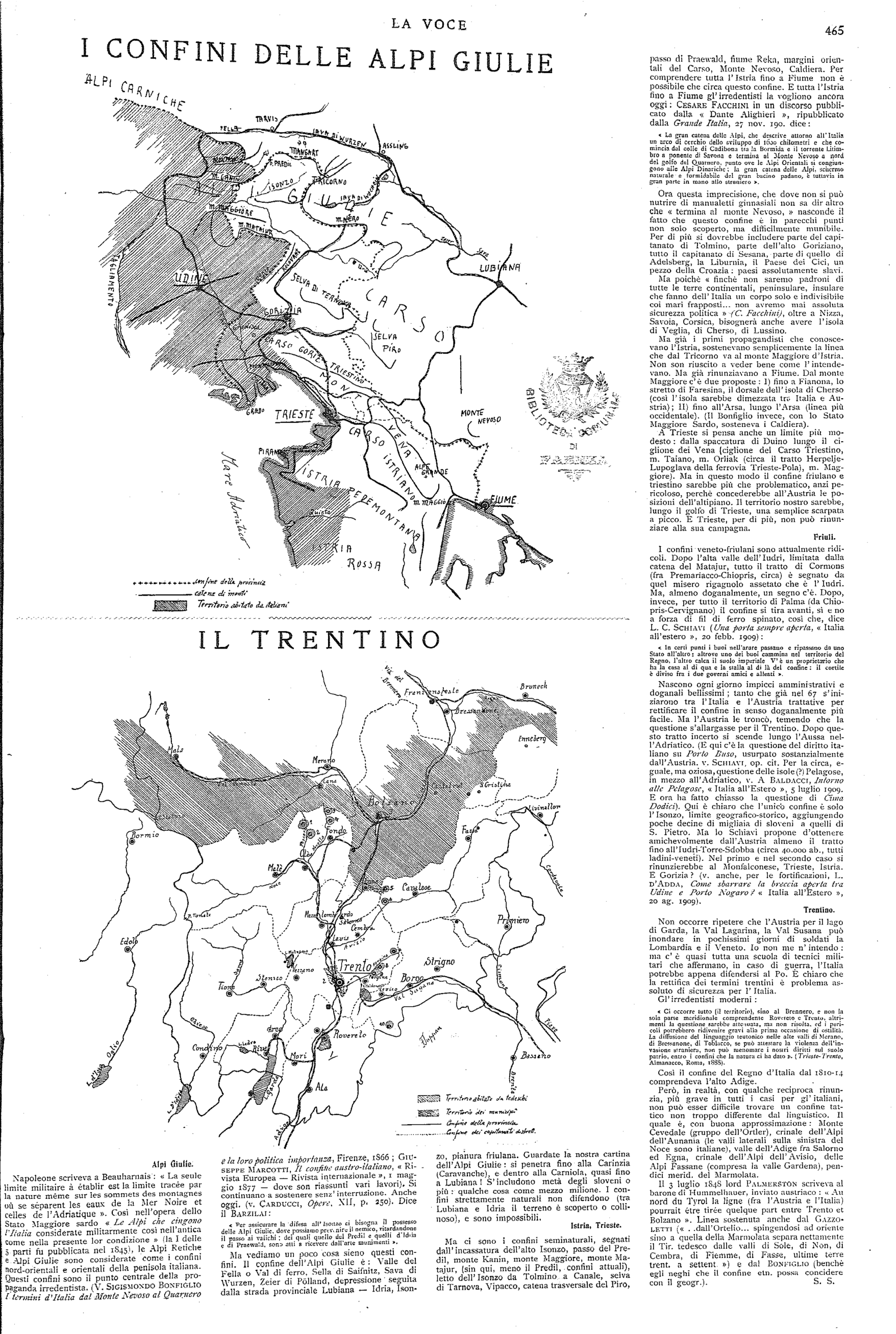
Numero speciale «L'Irredentismo»: Goriziano, Trieste ed Istria
- Numero speciale «L'Irredentismo»: Alpi Giulie e Trentino
- Il primo articolo di Renato Serra (22 dicembre 1910)
- Prima pagina contenente una fotografia (un quadro di Gauguin: 23 febbraio 1911
- Editoriale «La politica de "La Voce"» (30 novembre 1911)
- «Intorno al Cubismo» (7 dicembre 1911)
- «Il buffone» di Giovanni Papini (30 maggio 1912)
- «La città» di Giuseppe Prezzolini (17 ottobre 1912)
- Numero speciale: «La filosofia contemporanea in Italia» (19 dicembre 1912)
- Numero speciale: «L'Albania» (20 febbraio 1913)
- Prima pagina dedicata al Futurismo: Prezzolini, F. T. Marinetti (10 aprile 1913)
- «Aldo Palazzeschi» di Ardengo Soffici (17 luglio 1913)
- «I miei amici» di Giovanni Papini (7 agosto 1913)
- Numero speciale: «Il Canton Ticino» (18 dicembre 1913)